# Anastasia Volochkova

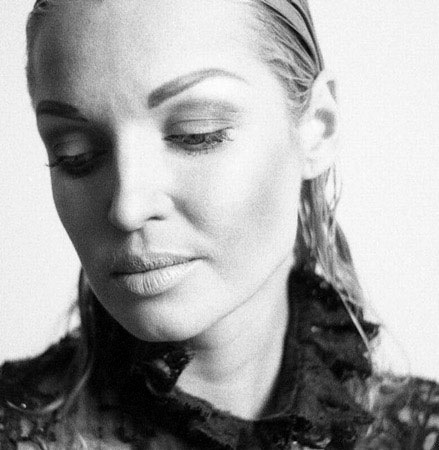
Anastasia Volochkova

Anastasia Volochkova (ryska: Анастасия Волочкова), född 20 januari 1976 i Sankt Petersburg, Ryssland, är en rysk ballerina.
Volochkova började 1986 vid Vaganova-akademin där hon studerade för Natalia Dudinskaja. Hon avlade examen 1994 och rekryterades direkt till Mariinskijbaletten. Efter fyra år anslöt hon sig till Bolsjojbaletten i Moskva.
Volochkovas repertoar omfattar bland annat Svansjön, Törnrosa, Nötknäpparen, Giselle, La Bayadère, Springbrunnen i Bachtjisaraj och Spartacus.